# قند (مدينة)
"قند"، (بالروسية: Кант)، (باللاتينية: Kant) (بالعربية: قند) أو "كانت"، بلدة في وادي تشوي شمالي قيرغيزستان، تقع على مسافة 20 كم شرقي عاصمة البلاد بيشكك.
وهي المركز الإداري لـ مقاطعة إيسيك-آتا (مقاطعة قند سابقًا). تأسست مدينة قند في عام 1928.
والترجمة الحرفية للكلمة القرغيزية كانت تعني سكر، وحصلت المدينة على اسمها عندما تم بناء مصنع لإنتاج السكر فيها وذلك في ثلاثينيات القرن الماضي. وهي مركز صناعي وخدمي.
كانت المدينة خلال الحقبة السوفيتية موطنًا للعديد من الألمان الذين تم نقلهم قسراً إلى آسيا الوسطى في عام 1941 من منطقة الفولغا، وذلك إبان إلغاء جمهورية الفولغا الألمانية الاشتراكية السوفيتية المستقلة. غادر معظمهم إلى ألمانيا خلال حقبة التسعينيات، وذلك بعد سقوط الاتحاد السوفيتي وإغلاق المصانع التي كانوا يعملون فيها. لا تزال توجد العديد من المستوطنات المجاورة الأخرى، مثل لوكسمبورغ وبيرجتال، والتي لاتزال تحمل أسمائها الألمانية، إلا أنها تضم أعدادا صغيرة جدًا من مؤسسيها من الفولغا الألمان والروس.